# Linea IRT Lexington Avenue
La linea IRT Lexington Avenue è una linea ferroviaria della metropolitana di New York. Fa parte della Divisione A, e si estende da 125th Street, East Harlem (Manhattan), a Bowling Green, Lower Manhattan.
La linea è anche conosciuta anche come linea IRT East Side, poiché è attualmente l'unica linea a servire direttamente l'Upper East Side e East Midtown. Questa linea, che ha quattro binari, è la linea ferroviaria più usata negli Stati Uniti, la sua media è infatti di 1,3 milioni di passeggeri al giorno. Proprio per questo motivo è iniziata la costruzione della linea Second Avenue Subway, il cui scopo è infatti quello di alleviare il sovraffollamento della linea IRT Lexington Avenue.
Diverse stazioni lungo questa linea sono state abbandonate. Quando infatti le piattaforme sono state allungate per adattarle alle nuove vetture, si è ritenuto più vantaggioso chiudere queste stazioni e aprire nuovi ingressi per le stazioni adiacenti. Ad esempio, la stazione 14th Street-Union Square ha un ingresso su 16th Street e la stazione 23rd Street ha un ingresso su 22nd Street, poiché la stazione 18th Street è stata abbandonata a causa della vicinanza eccessiva a queste due stazioni.

## Storia
La costruzione iniziò nei primi anni 1890.
La sezione della linea, che va dalla stazione City Hall alla stazione 33rd Street e che era parte dell'originale linea dell'Interborough Rapid Transit Company, venne aperta il 27 ottobre 1904. L'estensione verso la stazione Fulton Street venne aperta poco dopo, alle 12.01 del 16 gennaio 1905, mentre la stazione successiva, ovvero Wall Street venne aperta il 12 giugno dello stesso anno.
Il resto della linea verso South Ferry venne aperto meno di un mese dopo il 10 luglio 1905 e il primo treno verso il nuovo capolinea partì alle 23.59. L'estensione della linea IRT White Plains Road, verso West Farnms, venne aperta poco dopo. Il primo treno ad attraversare il Joralemon Street Tunnel partì invece alle 12.45 circa del 9 gennaio 1908.
Il piano originale per quella che sarebbe diventata l'estensione a nord della stazione 33rd Street era di continuare a sud attraverso Irving Place dove oggi sorge la linea BMT Broadway. L'appalto, comprendente anche la sezione 6 tra 26th Street e 40th Street, fu aggiudicato il 21 luglio 1911; all'epoca, tuttavia, l'IRT si era ritirata dai negoziati, e la Brooklyn Rapid Transit Company operava sulla linea Lexington Avenue. L'IRT presentò così un'offerta per quella che poi sarebbe diventata la sua parte nel Dual Contracts, il 27 febbraio 1912, e così la costruzione sulla sezione 6 fu interrotta.
Il resto della linea, verso 125th Street, venne inaugurato il 17 luglio 1918.

## Caratteristiche

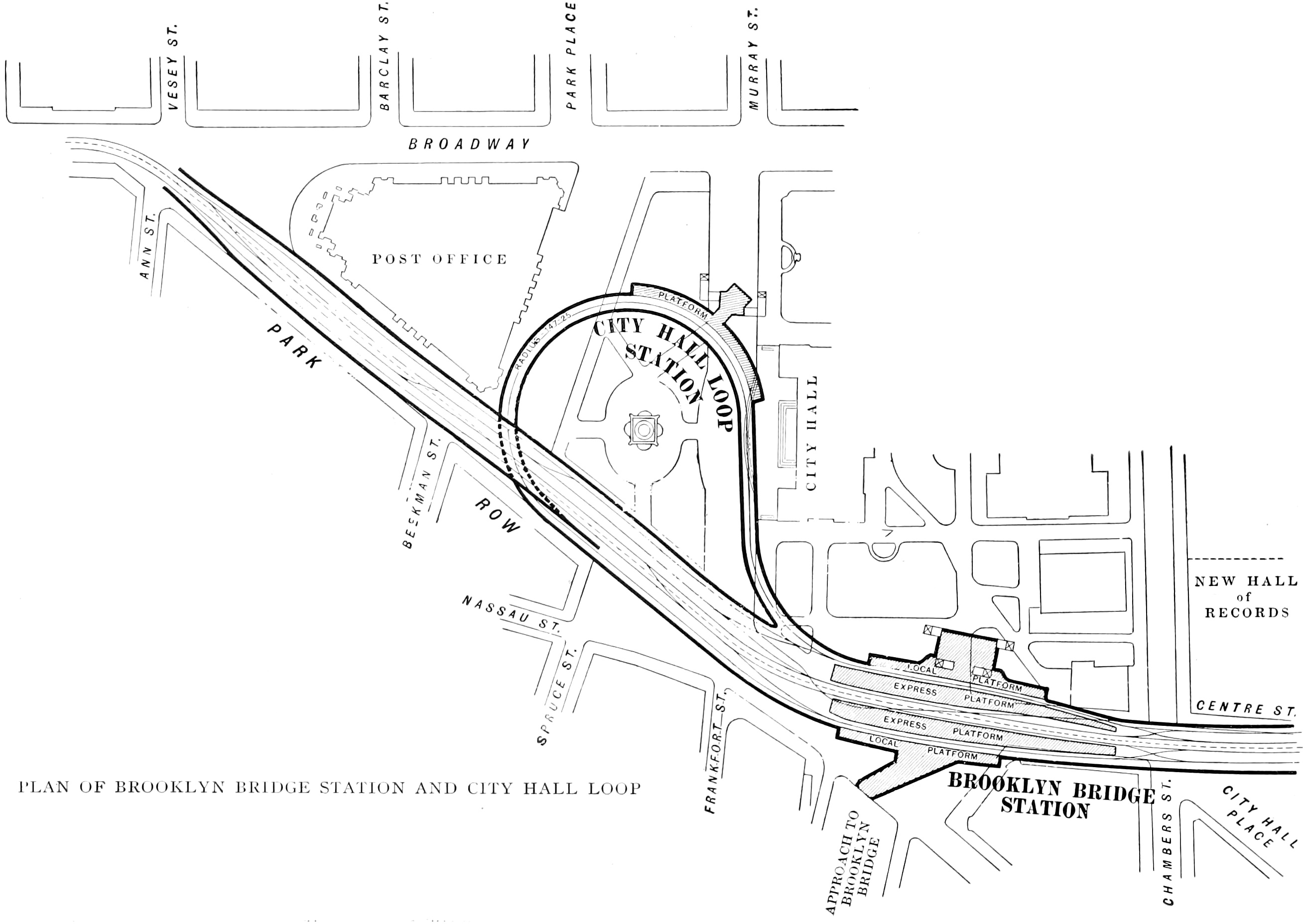
Progetto del cappio di ritorno dell'ormai chiusa stazione di City Hall.

La linea Lexington Avenue inizia a Lower Manhattan nel cappio di ritorno della stazione abbandonata di Sout ferry. A nord della stazione, vi è poi, un'unione dei binari con quelli provenienti dal Joralemon Street Tunnel, che danno origine ai binari espressi. A sud di Centre Street, direttamente sotto il New York City Hall, vi è il cappio di ritorno della stazione abbandona di City Hall, che era l'originale capolinea della linea. I cappio di ritorno è ancora usato dai treni della linea 6.
Dalla stazione di Brooklyn Bridge-City Hall, la linea prosegue verso nord con quattro binari, fino a 42nd Street. A questo punto l'inizio del Park Avenue Tunnel comporta un leggero spostamento verso est della linea. A sud della stazione di Grand Central-42nd Street, un binario la collega poi con il binario locale in direzione sud della navetta 42nd Street Shuttle; questo tracciato era parte della metropolitana originale.
Sotto Lexington Avenue la linea assume una configurazione a doppio livello, i due binari espressi in quello inferiore, i due binari locali in quello superiore, anche se tra le stazioni di 96th Street e di 116th Street la linea ritorna da avere quattro binari paralleli. Nella stazione di 125th Street la linea torna ad avere nuovamente due livelli, quello superiore è pero destinato ai treni in direzione nord, quello inferiore ai treni in direzione sud.
A nord di questa stazione la linea attraversa il fiume Harlem per mezzo di un tunnel (noto come Lexington Avenue Tunnel), e alla fine si divide in due linee, la linea IRT Jerome Avenue, utilizzata dai treni delle linee 4 e 5, e la linea IRT Pelham, utilizzata dai treni della linea 6
| Utilizzo | Utilizzo           | Utilizzo                        |
| Linea    | Servizio           | Sezione della linea ferroviaria |
| -------- | ------------------ | ------------------------------- |
|          | Locale ed espresso | Tutta                           |
|          | Espresso           | Tutta                           |
|          | Locale             | Brooklyn Bridge - 125th Street  |
|          | Locale             | Brooklyn Bridge - 125th Street  |

## Percorso
| Unknown route-map component "utCONTg" |

| Urban tunnel straight track | Unknown route-map component "utCONTg" |

| Unknown route-map component "utBS2l" | Unknown route-map component "utBS2r" |

| Unknown route-map component "utKRZW" |

| Unknown route-map component "utACC" |

| Urban tunnel stop on track |

| Urban tunnel stop on track |

| Urban tunnel stop on track |

| Urban tunnel stop on track |

| Urban tunnel station on track |

| Urban tunnel stop on track |

| Urban tunnel stop on track |

| Unknown route-map component "utCONTgq" | Unknown route-map component "utKRZto" | Unknown route-map component "utCONTfq" |

| Unknown route-map component "utSTR+l" | Unknown route-map component "utSTRq" | Unknown route-map component "utTBHFt" | Unknown route-map component "utCONTfq" |  |

| Unknown route-map component "utLSTR" |  | Urban tunnel straight track |  |  |

|  | Unknown route-map component "utCONTgq" | Unknown route-map component "utKRZto" + Unknown route-map component "HUBc2" | Unknown route-map component "utACCq" + Unknown route-map component "HUB3" | Unknown route-map component "utCONTfq" |

|  | Unknown route-map component "utHSTACC" + Unknown route-map component "HUB1" | Unknown route-map component "HUBc4" |

| Unknown route-map component "utCONTgq" | Unknown route-map component "utSTR+r" | Urban tunnel straight track |  |  |

| Unknown route-map component "utCONTgq" | Unknown route-map component "utKRZto" + Unknown route-map component "HUBc2" | Unknown route-map component "utTHSTt" + Unknown route-map component "utACC" + Unknown route-map component "HUB3" | Unknown route-map component "utCONTfq" |  |

| Urban tunnel stop on track + Unknown route-map component "HUB1" | Urban tunnel straight track + Unknown route-map component "HUBc4" |  |

| Unknown route-map component "utKRWl" | Unknown route-map component "utKRWg+r" |  |

| Urban tunnel stop on track |

| Urban tunnel stop on track |

| Unknown route-map component "utHSTACC" |

| Unknown route-map component "utLSTR2" | Unknown route-map component "utSTRc3" | Urban tunnel straight track |  |  |

| Unknown route-map component "utSTRc1" | Unknown route-map component "utSTR+4" | Urban tunnel unused stop on in-use track |  |  |

| Unknown route-map component "utCONTgq" | Unknown route-map component "utTHSTt" + Unknown route-map component "utACC" + Unknown route-map component "HUB2" | Unknown route-map component "utKRZto" + Unknown route-map component "HUBc3" | Unknown route-map component "utCONTfq" |  |

| Unknown route-map component "utLSTR" + Unknown route-map component "HUBc1" | Urban tunnel station on track + Unknown route-map component "HUB4" |  |

| Urban tunnel stop on track |

| Unknown route-map component "HUBc2" | Unknown route-map component "utHSTACC" + Unknown route-map component "HUB3" |  |

| Unknown route-map component "utCONTgq" | Unknown route-map component "utACCq" + Unknown route-map component "HUB1" | Unknown route-map component "utKRZto" + Unknown route-map component "HUBc4" | Unknown route-map component "utCONTfq" |  |

| Urban tunnel stop on track |

| Unknown route-map component "utLSTR" | Urban tunnel straight track | Unknown route-map component "utCONTg" |

| Urban tunnel station on track + Unknown route-map component "HUBaq" | Unknown route-map component "utHSTACC" + Unknown route-map component "HUBq" | Urban tunnel stop on track + Unknown route-map component "HUBeq" |

|  | Unknown route-map component "utABZgl" | Unknown route-map component "utKRZto" | Unknown route-map component "utKRZto" | Unknown route-map component "utCONTfq" |

| Unknown route-map component "utCONTf" | Urban tunnel straight track | Urban tunnel straight track |

|  | Urban tunnel unused stop on in-use track | Urban tunnel straight track |

|  | Unknown route-map component "utACC" + Unknown route-map component "HUBaq" | Urban tunnel station on track + Unknown route-map component "HUBeq" |

|  | Urban tunnel straight track | Unknown route-map component "utCONTf" |

| Unknown route-map component "d" | Unknown route-map component "utv-SHI2gr" + Unknown route-map component "uexlvHST@F-" |  |

| Unknown route-map component "d" | Unknown route-map component "utv-STR" + Unknown route-map component "utvWSLe" |  |

| Unknown route-map component "HUBc2" | Unknown route-map component "utACC" + Unknown route-map component "HUB3" |  |

| Unknown route-map component "utCONTgq" | Unknown route-map component "utACCq" + Unknown route-map component "HUB1" | Unknown route-map component "utKRZto" + Unknown route-map component "HUBc4" | Unknown route-map component "utCONTfq" |  |

| Urban tunnel straight track |

| Unknown route-map component "utLSTR2" | Urban tunnel station on track + Unknown route-map component "utSTRc3" |  |

| Unknown route-map component "utCONTg" | Unknown route-map component "utSTRc1" | Unknown route-map component "utSTR2+4" + Unknown route-map component "lMKRZ2+4o" + Urban tunnel straight track | Unknown route-map component "utSTRc3" |  |

| Unknown route-map component "utSTR2" | Unknown route-map component "utdSTRc3" | Unknown route-map component "c" | Unknown route-map component "uextdKBHFa-L" | Unknown route-map component "utdBHF-R" + Unknown route-map component "lvACC-" | Unknown route-map component "utcSTRc1" | Unknown route-map component "b" + Unknown route-map component "utSTR+4" |

| Unknown route-map component "utSTRc1" | Unknown route-map component "utABZ4+2f" + Unknown route-map component "utÜWu2" + Unknown route-map component "uextBS2c1" | Unknown route-map component "uextSTR3+4h" + Unknown route-map component "utABZg23" | Unknown route-map component "utSTRc3" + Unknown route-map component "utCONTf" |  |

|  | Unknown route-map component "utABZg+1" | Unknown route-map component "utKRZl+4to" + Unknown route-map component "utÜWu4" + Unknown route-map component "utSTRc1" | Unknown route-map component "utABZ+4r" |  |

|  | Unknown route-map component "ut3STR2" | Unknown route-map component "ut-3KRZtu" | Unknown route-map component "uet3HST3" |  |

|  | Urban tunnel straight track + Unknown route-map component "lKRZu+G" |

|  | Unknown route-map component "utKRZW" |

|  | Unknown route-map component "utCONTf" |